# 塞尔纳克
塞尔纳克（法語：Sernhac）是法国加尔省的一个市镇，位于该省东部，属于尼姆区。该市镇总面积8.93平方公里，2009年时的人口为1578人。

## 人口
塞尔纳克人口变化图示